# Marinekriegsschule (Wehrmacht)
Die Marinekriegsschulen, auch Marine-Kriegsschulen, waren militärische Ausbildungsstätten der Kriegsmarine und waren dem Inspekteur des Bildungswesens der Marine unterstellt. Neben den Marinekriegsschulen gab es noch Marineschulen u. a. in Heiligendamm; diese war zur Vorbereitung auf die Ausbildung an einer Marine-Kriegsschule vorhanden; und in Wesermünde.

## Marine-Kriegsschulen der Kriegsmarine

### Marine-Kriegsschule Mürwik
Am 1. Mai 1943 wurde die Marineschule Mürwik zur Marine-Kriegsschule Mürwik. Die Aufgabe der Marine-Kriegsschule Mürwik war die Ausbildung von Seeoffiziersanwärtern.

#### Kommandeure
- Konteradmiral Heinrich Ruhfus: von der Einrichtung bis 16. April 1944
- Konteradmiral Waldemar Winther: vom 17. April 1944 bis 24. September 1944
- Kapitän zur See Wolfgang Lüth: von September 1944 bis Kriegsende

### Marine-Kriegsschule Husum
Im November 1943 mit der Verfügung vom 28. August 1943 in Husum eingerichtet. Die Schule war für den Marineartillerie-, Festungspionier- und den Marinenachrichtendienst-Offizier-Nachwuchs vorgesehen.
Einziger Kommandeur der Schule war der Kapitän zur See (MA) Hans Thiessen.

### Marine-Kriegsschule Heiligenhafen
Im Januar 1944 wurde in Heiligenhafen für den Ingenieur-Offizier-Nachwuchs eingerichtet. Zeitgleich wurden zwei Abteilungen aufgestellt. Ab Mai 1944 wurde bis Kriegsende eine Abteilung der Schule von Helmut Klemm geführt.

#### Kommandeure
- Kapitän zur See (Ing.) Richard Meinicke: von der Einrichtung bis März 1944
- Kapitän zur See (Ing.)/Konteradmiral (Ing.) Heinz Scheffer: von März 1944 bis April 1945
- Kapitän zur See (Ing.) Carl Klepp: von April 1945 bis Kriegsende

### Marine-Kriegsschule Schleswig
Im Januar 1944 wurde in Schleswig eine Schule für den Seeoffiziersnachwuchs eingerichtet. Da die Marine 1943 auf einen Vierteljahrestakt bei der Einstellung von Offizieranwärtern umstellte, war die Eröffnung einer weiteren Schule erforderlich. Hierfür wurde der Fliegerhorst Schleswig verwendet. Im März 1944 wurde die 2. Abteilung (Korvettenkapitän Herbert Schultze) und im Mai 1944 die 1. Abteilung (Fregattenkapitän Wiebe) aufgestellt. Jede Abteilung bestand aus vier Kompanien.
Einziger Kommandeur der Schule war der Kapitän zur See/Konteradmiral Werner Ehrhardt. 